# Aplicacions per a Infantil i Primària

## Etapa d'educació primària
Seguint amb la línia de l'etapa d'infantil, l'etapa d'educació primària és una etapa òptima per a alfabetitzar digitalment als nostres alumnes. En aquestes edats l'aspecte cognitiu dels alumnes és quan més s'està desenvolupant, per tant, l'ús de les noves tecnologies fa que puguem esprémer al màxim les seues capacitats creatives, de raonament, d'imaginació, artístiques, ect.

### Aplicacions mòbils per a l'àrea de ciències
| «                                           | Els alumnes no tenen l'oportunitat de donar la seua opinió ja que no tenen una base en la qual agarrar-se. És per això que els docents quan donen les classes de ciències, expliquen una sèrie de conceptes que tan sols estan regits a paraules i els alumnes mai podran donar una opinió crítica sobre aquests ja que no poden verificar-los. | » |
| — Giordan, Carretero, Corral & Crego (1982) | |   |

Ací és on entren les aplicacions, que ens poden ajudar a poder simular i interactuar de forma molt propera certs elements de la natura que pot ser, no els tenim al nostre abast o és molt complex observar-los.
A continuació es presenten diferents aplicacions molt interessants per a aquesta àrea de coneixement:
- Star Walk: detecta les constel·lacions apuntant amb el mòbil al cel i ens permet explorar els diferents planetes. Molt interessant per reforçar les classes teòriques sobre els cossos celestes i poder veure una cosa que a simple vista ens és impossible.
- Essential Anatomy 3: aplicació d'anatomia completíssima que ens permet observar en 3D totes les parts del nostre cos: esquelet, músculs, teixits, venes, artèries, sistema nerviós, digestiu, urinari, ... cor i cervell.
- ArbolApp: ens permet buscar diferents tipus d'arbres i plantes, veure les seues característiques, així com en quina part d'Espanya les podem trobar. Perfecta per visualitzar plantes o arbres que no tenim a la nostra zona però que volem estudiar.
- Photomat: perquè ens ajuden a resoldre problemes matemàtics. Ens permet fer una foto a l'operació i ens explica pas a pas com resoldre-la. Molt útil per a treballar a casa exercicis dels quals no tenim la solució.
- GeoGebra Geometría: una aplicació molt potent, però que en aquest cas per a primària la utilitzaríem per observar els diferents cossos geomètrics (cercles, quadrats, esferes, piràmides, triangles, etc.) i les seues característiques.

El que s'aconsegueix mitjançant l'ús d'aquest tipus d'aplicacions és augmentar la estabilitat i la claredat dels conceptes i dels nous significats que els aprenents tenen en la seua estructura cognitiva actual. L'experimentació i l'observació directa tenen un paper fonamental per a la comprensió i l'assimilació.

### Aplicacions educatives per a avaluar
La tecnologia ens pot ajudar en molts àmbits de l'educació, i un d'ells és el procés d'avaluació, tant per a fer un examen com per a repassar continguts d'una matèria. Realitzar l'avaluació amb mètodes on-line (des d'ordinador o tauleta) ens pot ajudar a fer-ho més amè i diferent, a més de donant-li un toc de diversió. A més a més, permet als alumnes conèixer els seus resultats a l'instant.

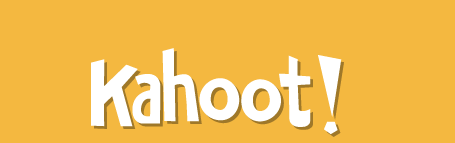
Logo Kahoot

Algunes de les aplicacions més aconsellables per avaluar als alumnes en aquesta etapa són:
- Socrative: El professor pot posar en marxa jocs o concursos de preguntes i respostes i que els alumnes participen. També es pot utilitzar per a fer preguntes d'examen sobre els continguts explicats a classe. Les respostes dels alumnes poden ser en temps real, des d'ordinadors, tauletes o mòbils. Aquestes respostes quedes registrades i, al final de l'activitat, es genera un informe que conté les qualificacions.
- Kahoot!: És una plataforma en línia que permet al professor crear jocs de preguntes i respostes online. Pot ser que totes les respostes no siguen vàlides, per tant els alumnes han de determinar quines ho són i descartar les que són falses. Al final del joc hi ha un rànquing dels millors jugadors i el professor pot avaluar a cadascun d'ells.
- Google Forms: És una eina que va ser creada per a realitzar enquestes, però que cada vegada és més utilitzada pels docents com a mètode d'avaluació perquè permet dissenyar i modificar exàmens interactius d'una manera molt senzilla. A més, la correcció també és més àgil i el professor té la possibilitat d'analitzar els resultats, traure estadístiques, etc.
- ProProfs. Aplicació online per a exercitar els coneixements a classe i avaluar de forma divertida als teus alumnes a través de jocs de preguntes i test. El docent pot crear-los fàcilment amb les plantilles de programa i incloure en els test elements gràfics i audiovisuals. L'aplicació avalua a l'instant els resultats dels alumnes i, en la versió de pagament, els analitza. L'eina també permet crear *flashcards i cursos complets.
- EDpuzzle. *A través d'aquesta eina es poden editar i modificar vídeos propis o de la Xarxa per a generar de forma senzilla *videocuestionarios o fins i tot *videoelecciones amb els quals avaluar el nivell de comprensió dels teus alumnes d'un determinat tema. A través de l'aplicació pots comprovar si els alumnes estan veient el vídeo, quantes vegades i quines respostes estan donant.

## Aplicacions per a alumnes amb necessitats específiques
Com ja hem parlat anteriorment, les noves tecnologies ens han obert un nou món de possibilitats en camps com l'educació i com no, també ens han ajudat a treballar amb alumnes amb Dificultats Específiques d'Aprenentatge (DEA). Els nens afectats per aquests tipus de trastorns, troben en els noves tecnologies un gran recolzament per a millorar les seues dificultats cognitives. Treballant amb un aprenentatge multisensorial i multimèdia s'aconsegueix una millora d'autonomia i desenvolupament dels afectats. Molts estudis demostren que els xiquets milloren molt més quan utilitzen ferramentes tecnològiques perquè l'alumne rep la informació a través de dos sentits (vista i oïda) i per tant, li costa menys retindre la informació.
A continuació, s'explicaran les aplicacions més importants per a aquest tipus d'alumnat:
- Modmath: per als alumnes amb problemes de disgrafia. Permeten editar problemes de matemàtiques sense llapis ni paper. Totes les operacions poden guardar-se en el núvol o enviar-se per email.
- Dyseggxia: per a millorar la lectura i escriptura dels alumnes amb dislèxia. Totes les activitats estan dissenyades per professionals a través de divertits jocs. Permet detectar els errors que tenen els usuaris. Sols apte per a castellà.
- TDAH Trainer: per a l'alumnat amb dèficit d'atenció. És una aplicació molt completa que abasteix des d'Infantil fins a tota Primària. Permet treballar i millorar l'atenció, la inhibició, el càlcul, la parla i el raonament perceptiu. Està basada en el mètode TCT.
- Alphabetics: és una aplicació per a aprendre l'ús de fonemes i millorar la pronunciació. Dirigida a l'alumnat que té problemes per a pronunciar determinats grups de lletres i poder reforçar a casa els continguts que els aporta el professorat d'AL.

Deficiències motores i visuals:
- Speechify: per a alumnat amb problemes visuals. Permet passar a veu qualsevol llibre, web. etc. Recurs molt útil per facilitar a aquests alumnes llegir textos amb lletra menuda o textos molt llargs.
- Otter Voice Meeting Notes: per a alumnat amb deficiència motora a les mans. Permet transcriure digitalment notes de veu. Molt útil per poder contestar a qüestionaris, exàmens, activitats, ... sense necessitat d'escriure.

El ventall de possibilitats és enorme i ja hi ha dispositius que porten incloses moltes d'aquestes aplicacions. El mètode d'aula BYOD que hem esmentat anteriorment, fa molt més fàcil l'ús d'aquestes aplicacions per als alumnes en el seu dia a dia, sobretot per a alumnes que tenen deficiència visual o motora.

## Programació a l'aula
La programació és una eina molt important per a treballar a l'aula en qualsevol de les etapes de l'educació, però el seu aprenentatge en les etapes d'infantil i primària és especialment important perquè fomenta que els xiquets comencen a pensar d'una manera raonada i lògica, que desenvolupen la seua creativitat, i que s'adonen que aconseguir un objectiu o resoldre un problema es pot fer de moltes maneres diferents.
Són molts els estudis que arriben a la conclusió que els xiquets que utilitzen els llenguatges de programació desenvolupen més la capacitat d'atenció i l'autonomia, i que els ajuda també a tindre millors resultats en el camp de les matemàtiques.
És fonamental planificar i trobar una metodologia que desperte l'interès dels xiquets, al temps que faça que estiguin contents i satisfets amb el treball realitzat. També se’ls ha de fer entendre que la programació els permet crear tot allò que vullguen d'una manera molt activa, que no es tracta de jugar simplement seguint unes instruccions prefixades, sinó que són ells els que poden decidir què ha de fer el programa en cada moment.

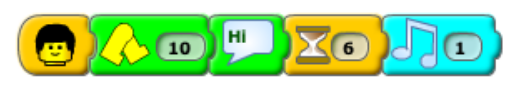
Scratch Jr - Blocs de programació

En l'actualitat, l'oferta de software educatiu és molt àmplia. Per a infantil, les eines més recomanades són:
- Bee-Bot : És molt útil per a xiquets de 3 a 7 anys perquè els ajuda a treballar la lateralitat, el raonament lògic i la percepció espacial. Es tracta d'un robot amb forma d'abella que es programa mitjançant uns botons que té a la carcassa (avant, arrere, girar a la dreta i girar a l'esquerra). Es mou dins d'un tauler format per quadrats de 15 cm de costat. Els xiquets han de pensar quins moviments volen que faça l'abella, creen un circuit i després programen les instruccions perquè les execute.[4]
- Daisy the Dinosaur: És una aplicació gratuïta per a iPad. Es tracta de seleccionar les instruccions que faran moure a Daisy (com per exemple: saltar, girar, créixer, encongir-se o moure’s) i arrossegar-les a la caixa d'instruccions de manera ordenada. També ofereix la possibilitat d'utilitzar bucles de repetició. És una aplicació molt senzilla d'utilitzar i que potencia la creativitat dels xiquets.[5]
- Scratch JR: És una adaptació de l'Scratch per a l'aprenentatge de la programació en xiquets de 5 a 7 anys. Permet crear històries i jocs interactius mitjançant blocs, basats en icones sense text, que s'arrosseguen a la zona de codificació i van encaixant-se d'esquerra a dreta (de la mateixa manera que es formen les paraules). És molt útil per a comprendre i associar conceptes.

En primària, és molt recomanable la combinació Code.org i Scratch. Ambdós tenen, a banda de la secció per a l'alumne, una secció específica amb recursos i materials per als docents:

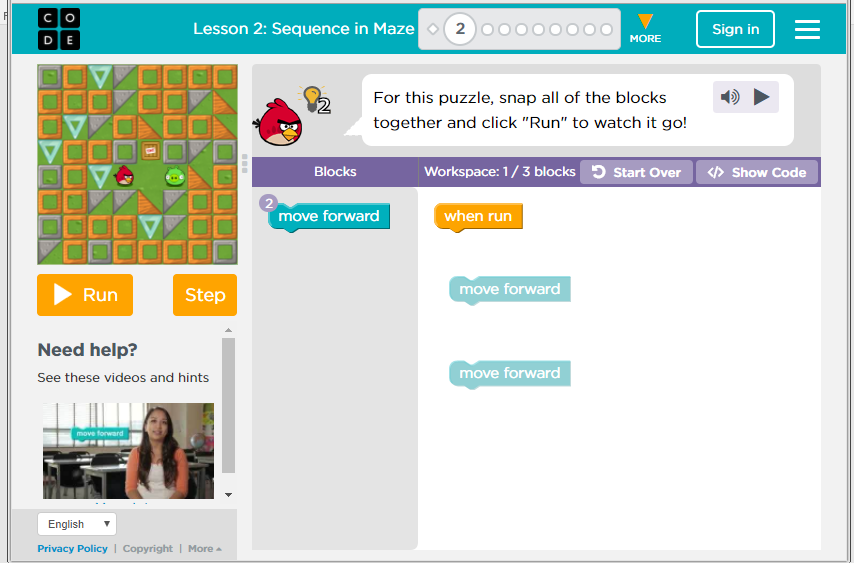
Code.org exemple de joc

- Code.org: És una organització sense ànim de lucre que té l'objectiu de difondre la programació com a part de l'educació bàsica dels joves. És una plataforma creada específicament per aprendre a programar. Inclou tutorials, classificats per edats, que expliquen les nocions bàsiques de la programació.
- Scratch: És una plataforma més oberta i que li dona més llibertat a l'alumne a l'hora de crear el seu programa. Està dissenyat per a xiquets d'entre 8 i 12 anys. Es tracta d'arrossegar els blocs d'instruccions, classificats per colors, i encaixar-los en la zona d'execució. Permet crear programes senzills que després poden anar ampliant-se per crear altres programes més complexos.[6]

Totes aquestes aplicacions ens permeten programar d'una forma molt bàsica jocs de temàtiques transversals (ciències naturals, ciències socials, matemàtiques, llengua, etc.) que poden ajudar a reforçar els continguts d'una forma més visual.
| «                        | Tot el món hauria de saber programar un ordinador... perquè això t'ensenya com pensar. | » |
| — Steve Jobs (1955-2011) |                                                                                        |   |

## Avantatges i punts febles de l'ús de tauleta tàctil a classe front als llibres de text
Els dispositius mòbils s'han convertit en elements indispensables del nostre dia a dia. En l'entorn educatiu la tauleta digital és una de les eines que més futur té, no tant per la tauleta com a dispositiu en si mateix, sinó per la quantitat d'aplicacions existents que hi ha al mercat i que ens permeten fer pràcticament de tot.
Els avantatges més importants de la tauleta digital front al llibres de text tradicionals són:
- És molt més còmoda de transportar, per dimensions i pes.
- Permet l'accés immediat i il·limitat a tot tipus d'informació, vídeos, imatges, etc.
- Permet llegir qualsevol llibre que estigui en format digital com si es tractés d'un llibre de paper.
- S'estalvien molts diners al no haver de comprar llibres impresos.
- Els alumnes treballen molt més a gust utilitzant dispositius mòbils.
- Permet un sistema d'aprenentatge interactiu professor-alumne i entre alumnes.

Els punts febles de les tauletes digitals són:
- La pantalla tàctil és fràgil i poden sofrir avaries.
- Es necessita connexió a Internet.
- La capacitat d'emmagatzematge és limitada.
- Pot provocar problemes de visió.
- Al tenir accés continu a xarxes socials i altres continguts d'internet, és més fàcil que l'alumne es puga distraure.

Google Classroom

El que sí que està demostrat és que la utilització de les tauletes digitals en l'àmbit educatiu reforça l'autonomia personal i la creativitat dels alumnes, i afavoreix el treball col·laboratiu entre companys i entre professor i alumnes.
Actualment són molts els centres que estan canviant els llibres per tauletes. Plataformes com Google Suite ofereixen un ampli ventall de possibilitats als nostres alumnes i tenen un preu assequible per als centres. El centre de l'activitat de l'assignatura se centra en l'aplicació Google Classroom, lloc on el professor comparteix el material i va establint les tasques a fer, i els alumnes diposen, a més, de totes les altres aplicacions de Google sense cap limitació (Drive, Gmail, Sites, ...). A primària els alumnes necessiten una autorització dels seus pares per poder utilitzar aquests serveis.
El fet d'utilitzar aquests aparells també afavoreix als alumnes amb més dificultats, ja que poden instal·lar-se de franc aplicacions que els ajuden a reforçar els continguts que s'han explicat a classe i obtenir ràpidament un "feedback" per saber si estan assolint els coneixements.